# Wyry (przystanek kolejowy)
Wyry – przystanek kolejowy we wsi Wyry w województwie śląskim, w powiecie mikołowskim, w Polsce.
Przystanek ten leży na linii kolejowej nr 169 łączącej stację Tychy ze stacją Orzesze Jaśkowice, na której ruch pasażerski został zawieszony w 2001 roku. Znajdował się tam również dodatkowy, zelektryfikowany tor umożliwiający mijankę, który został rozebrany po zlikwidowaniu posterunku. Do 2021 oba perony były zarośnięte, a dawny budynek stacyjny został adaptowany do innych celów. Mieści się w nim pizzeria z pubem o nazwie Dworzec Wyry Pizza Pub. 
W listopadzie 2021 roku m.in. staraniem Gminy peron przy ul. Dworcowej został wyremontowany przez PKP Polskie Linie Kolejowe S.A. Zakład Linii Kolejowych w Tarnowskich Górach. W połowie kwietnia została utworzona ścieżka umożliwiająca dojście na przystanek. Od 27 kwietnia 2022 roku przez okres miesiąca testowo zatrzymują się tam pociągi Kolei Śląskich (cały ruch osobowy na trasie Oświęcim - Racibórz i Chałupki) w związku z przebudową i remontami na linii kolejowej nr 140 w Łaziskach Górnych i Mikołowie. Po okresie próbnym ruch pasażerski na linii ponownie został wstrzymany. .

## Ruch pasażerski
| Rok  | Wymiana pasażerska na dobę |
| ---- | -------------------------- |
| 2017 | –                          |
| 2022 | 0-9                        |

| Wyry                                           |  |                                     |
| Linia 169 Tychy – Orzesze Jaśkowice (4,524 km) |  |                                     |
| Tychyodległość: 4,524 km                       |  | Łaziska Średnie odległość: 3,187 km |